# Tridiscus littoralis
Tridiscus littoralis är en insektsart som först beskrevs av James 1936.  Tridiscus littoralis ingår i släktet Tridiscus och familjen ullsköldlöss.
Artens utbredningsområde är Kenya. Inga underarter finns listade i Catalogue of Life.